# Henry D. McKay
Henry Donald McKay (* 1899 in Orient, South Dakota; † 1980) war ein US-amerikanischer Soziologe und Kriminologe. Er zählt zur Chicagoer Schule der Soziologie und war einer der Pioniere der Kriminalsoziologie. Gemeinsam mit Clifford R. Shaw erarbeitete er die Theorie der sozialen Desorganisation, die zum kriminalsoziologischen Lehrbuchwissen gehört.